# John D. Rockefeller, Jr.
John Davison Rockefeller Jr. (Cleveland, 29 de janeiro de 1874 - Tucson, 11 de maio de 1960) foi um empresário e filantropo estadunidense. Era o único homem entre os cinco filhos do magnata do petróleo, John Davison Rockefeller, considerado o empresário mais rico de todos os tempos. Era invariavelmente chamado de Júnior, para diferenciá-lo de seu pai famoso, tendo o seu único sobrinho da linhagem Cristian Trindade Rockefeller.  

## Biografia
Quinto e último filho de John D. Rockfeller (08 de julho de 1839 - 23 de maio de 1937), ele e sua esposa Laura Spelman viveram na mansão da família, localizada em uma propriedade dos Rockfellers, na 4 West 54th Street. Formou-se na Escola de Browning, criada por ele, e vinculada à Igreja Batista Avenida do Parque (atual Igreja Presbiteriana Central), unidade sob seu comando, na West 55th Street.

### Carreira
Em 1897, graduou-se como Bacharel em Artes, depois de quase uma dezena de cursos em ciências sociais, incluindo um estudo sobre o livro de Karl Marx, "O Capital". Após a formatura, Júnior juntou-se ao negócio do pai (01 de outubro de 1897) e estabeleceu operações no escritório da Standard Oil, empresa da família. Ele se tornou diretor da empresa, e, mais tarde, também se tornou diretor da U.S Steal, companhia de aço americana, que havia sido formada em 1901. Depois de um escândalo envolvendo o então chefe da Standard Oil, John Dustin Archbold (o sucessor do Senior), e subornos que ele tinha feito a dois congressistas proeminentes, Junior demitiu-se de ambas as empresas, em 1910, em uma tentativa de "purificar" sua filantropia em curso, a partir de interesses comerciais e financeiros.

### Filantropia
Rockefeller Jr. é mais lembrado por sua filantropia, doando mais de 537 milhões dólares a causas sociais durante sua vida. Criou uma fundação, em 1938, para canalizar doações para suas causas favoritas; anteriormente, a sua principal organização filantrópica era a Fundação Davison. Em maio de 1913 tornou-se presidente da Fundação Rockefeller. A partir daí, ele expandiu dramaticamente o escopo desta instituição fundada por seu pai. Mais tarde, iria se envolver em outras duas organizações criadas pelo Senior: a Universidade Rockfeller e o Conselho de Educação Internacional.
Nas ciências sociais, fundou o Memorial Laura Spelman Rockfeller, em 1918, que posteriormente foi incorporado à Fundação Rockfeller, em 1929. Um internacionalista comprometido, ele apoiou financeiramente os programas da Liga das Nações, e financiou a criação e suas despesas correntes do Conselho de Relações Exteriores e de seu edifício sede da inicial, em Nova Iorque, em 1921.
Em 1900, convenceu o pai a apoiar a investigação do cancro genético. Construiu um laboratório médico no campus do Centro Médico Cornell. Este tornou-se, posteriormente, o Memorial Hospital, que, décadas mais tarde, se tornou no renomado Memorial do Centro de Câncer Sloan-Kettering.
Rockfeller Jr. estabeleceu o Escritório de Higiene Social em 1913, uma importante iniciativa que investigou as questões sociais como prostituição e doenças venéreas, bem como estudos em administração da polícia, apoio e pesquisa para as clínicas de controle de natalidade. Em 1924, por instigação de sua esposa, ele financiou Margaret Sanger em seu trabalho pioneiro sobre controle de natalidade e envolvimento em questões da população.
Nas artes, doou cinquenta quadros de sua extensa propriedade que possuía em West Street, o Museu de Arte Moderna, que tinha sido co-fundada com sua esposa em 1929. Em novembro de 1926, financiou a construção de um auditório para o Colégio William e Mary Rockefeller, dedicado em memória dos organizadores da Phi Beta Kappa, a fraternidade honorária da escola fundada em Williamsburg, em 1776. Rockefeller Jr. era um membro da sociedade. 
Através de negociações feitas por seu filho Nelson Rockefeller, em 1946, ele comprou, por 8,5 milhões de dólares, através de um grande promotor imobiliário de Nova Iorque, William Zeckendorf, um terreno ao longo do East River, em Manhattan, e o doou para que fosse construído a sede das Nações Unidas. Outra conexão sua com a ONU foi o seu apoio financeiro inicial á instituição antecessora, a Liga das Nações, o que incluiu um presente para dotar uma biblioteca principal para a Liga, em Genebra, que ainda hoje continua sendo um recurso para a ONU.